# Contea di Wuxiang
La contea di Wuxiang (武乡县S, Wǔxiāng XiànP) è una contea della Cina, situata nella provincia dello Shanxi e amministrata dalla prefettura di Changzhi.